# Mónosbél
Mónosbél là một thị trấn thuộc hạt Heves, Hungary. Thị trấn này có diện tích 13,78 km², dân số năm 2010 là 450 người, mật độ 33 người/km².